# Nueil-sous-Faye
Nueil-sous-Faye is een gemeente in het Franse departement Vienne (regio Nouvelle-Aquitaine) en telt 228 inwoners (1999). De plaats maakt deel uit van het arrondissement Châtellerault.

## Geografie
De oppervlakte van Nueil-sous-Faye bedraagt 16,1 km², de bevolkingsdichtheid is 14,2 inwoners per km².
De onderstaande kaart toont de ligging van Nueil-sous-Faye met de belangrijkste infrastructuur en aangrenzende gemeenten.

## Demografie
Onderstaande figuur toont het verloop van het inwonertal (bron: INSEE-tellingen).